# Muang Xianghon
Muang Xianghon är ett distrikt i Laos.   Det ligger i provinsen Sainyabuli, i den västra delen av landet, 270 km nordväst om huvudstaden Vientiane.